# Hell Gate Bridge
De Hell Gate Bridge is een 5,2 km lange stalen spoorbrug met een grote boog (310 m) die Queens en Randalls and Wards Islands in New York met elkaar verbindt over een deel van de East River dat bekendstaat als Hell Gate. De brug is eigendom van Amtrak.

## Geschiedenis
De brug moest de New York, New Haven and Hartford Railroad (New Haven) verbinden met de Pennsylvania Railroad. Beide maatschappijen hadden hiervoor al in 1892 de New York Connecting Railroad opgericht, maar dit bedrijf was al enige tijd niet meer actief. De New York Connecting Railroad werd met de bouw van de brug alsnog de verbindende schakel tussen beide spoorwegmaatschappijen, waarbij de treindienst en het onderhoud door de New Haven werden verricht.
De bouw van de brug startte in 1912. Het ontwerp was van Gustav Lindenthal. Op 1 april 1917 werd de brug opengesteld voor commercieel reizigersverkeer. De totale bouwkosten lagen op 20 miljoen dollar.
De brug had vier hoofdsporen: twee goederensporen en twee reizigerssporen, alle voorzien van bovenleiding. De bovenleiding van de goederensporen is in 1969 verwijderd. In de jaren 70 van de 20e eeuw is tevens één goederenspoor verwijderd.

## Vervoer
Dankzij de Hell Gate Bridge konden reizigerstreinen van de New Haven en de Pennsylvania Railroad doorrijden van en naar New England. De brug bood namelijk een verbinding met Penn Station, een belangrijk station van de Pennsylvania Railroad in het centrum van New York.
Goederentreinen gebruikten de brug om de Long Island Railroad te bereiken, vanwaar de wagons op carfloats verder werden vervoerd door de haven van New York. Uiteraard ging dit vervoer ook in omgekeerde richting.
Tegenwoordig maakt Amtrak (met de Acela) gebruik van de brug. Daarnaast rijden er goederentreinen van onder andere CSX Transportation, Canadian Pacific en de New York & Atlantic Railway.

## Onderhoud
In 1996 kreeg de brug, dankzij een subsidie van het Congres, zijn eerste verfbeurt sinds 1916. De brug werd in een natuurlijke donkere rood tint geverfd, het zogenaamde 'Hell Gate Red'. In 2008 en 2009 volgden herstelwerkzaamheden aan de betonnen viaducten aan weerszijden van de hoofdbrug.